# Milan Aleksić
Milan Aleksić (Belgrád, 1986. május 13. –) (szerb cirill átírással: Милан Алексић) olimpiai bajnok (2016), olimpiai bronzérmes (2012), világ- (2015) és Európa-bajnok (2012, 2014, 2016, 2018) szerb vízilabdázó. 2017-ben bajnokok ligáját nyert.

## Sikerei, díjai
- LEN-szuperkupa
  - győztes (1): 2017 – Szolnok